# Tre Jones
Tre Isiah Jones, né le 8 janvier 2000 à Apple Valley dans le Minnesota, est un joueur américain de basket-ball évoluant au poste de meneur.

## Biographie

### Carrière universitaire
Il passe deux saisons à l'université avec les Blue Devils de Duke avant de se présenter à la draft 2020 où il est attendu en fin de premier tour.

### Carrière professionnelle

#### Spurs de San Antonio (2020-2025)
Il est sélectionné par les Spurs de San Antonio au deuxième tour, avec le 41e choix.
Le 27 novembre 2020, il signe un contrat de trois saisons en faveur des Spurs de San Antonio.
En juillet 2023, il prolonge avec les Spurs avec un contrat de 20 millions de dollars sur deux ans.

#### Bulls de Chicago (depuis 2025)
Début février 2025, Tre Jones part en direction des Bulls de Chicago dans un échange en triangle impliquant les Bulls, les Spurs de San Antonio et les Kings de Sacramento.

## Palmarès

### Universitaire
- ACC All-Freshman team (2019)
- Third-team All-American – AP, USBWA, NABC (2020)
- ACC Player of the Year (2020)
- ACC Defensive Player of the Year (2020)
- First-team All-ACC (2020)

## Statistiques

### Universitaires
Les statistiques de Tre Jones en matchs universitaires sont les suivantes :
| Saison    | Équipe | Matchs | Titul. | Min./m | % Tir | % 3pts | % LF | Rbds/m. | Pass/m. | Int/m. | Ctr/m. | Pts/m. |
| --------- | ------ | ------ | ------ | ------ | ----- | ------ | ---- | ------- | ------- | ------ | ------ | ------ |
| 2018-2019 | Duke   | 36     | 36     | 34,2   | 41,4  | 26,2   | 75,8 | 3,80    | 5,30    | 1,90   | 0,20   | 9,40   |
| 2019-2020 | Duke   | 29     | 29     | 32,7   | 44,8  | 43,2   | 85,2 | 2,50    | 5,90    | 1,20   | 0,00   | 18,60  |
| Total     | Total  | 65     | 65     | 34,7   | 41,9  | 31,3   | 76,7 | 4,00    | 5,80    | 1,80   | 0,20   | 12,40  |

### Professionnelles
| Saison    | Équipe      | Matchs | Titul. | Min./m | % Tir | % 3pts | % LF | Rbds/m. | Pass/m. | Int/m. | Ctr/m. | Pts/m. |
| --------- | ----------- | ------ | ------ | ------ | ----- | ------ | ---- | ------- | ------- | ------ | ------ | ------ |
| 2020-2021 | San Antonio | 37     | 1      | 7,3    | 47,4  | 60,0   | 89,5 | 0,60    | 1,10    | 0,20   | 0,00   | 2,50   |
| 2021-2022 | San Antonio | 69     | 11     | 16,6   | 49,0  | 19,6   | 78,0 | 2,25    | 3,38    | 0,61   | 0,10   | 5,99   |
| 2022-2023 | San Antonio | 68     | 65     | 29,2   | 45,9  | 28,5   | 86,0 | 3,60    | 6,59    | 1,31   | 0,13   | 12,87  |
| 2023-2024 | San Antonio | 77     | 48     | 27,8   | 50,5  | 33,5   | 85,6 | 3,75    | 6,21    | 1,01   | 0,12   | 10,01  |
| 2024-2025 | San Antonio | 28     | 0      | 16,1   | 48,4  | 30,8   | 75,8 | 2,07    | 3,71    | 0,64   | 0,18   | 4,39   |
| 2024-2025 | Chicago     | 18     | 9      | 25,3   | 57,2  | 50,0   | 88,2 | 3,22    | 4,89    | 1,06   | 0,28   | 11,50  |
| Total     | Total       | 297    | 134    | 21,7   | 48,8  | 31,1   | 83,9 | 2,78    | 4,68    | 0,86   | 0,12   | 8,36   |

## Records sur une rencontre en NBA
Les records personnels de Tre Jones en NBA sont les suivants, :
| Type de statistique        | Saison régulière | Saison régulière            | Saison régulière |
| Type de statistique        | Record           | Adversaire                  | Date             |
| -------------------------- | ---------------- | --------------------------- | ---------------- |
| Points                     | 30               | Bulls de Chicago            | 13 janvier 2024  |
| Paniers marqués            | 11               | Pistons de Détroit          | 6 janvier 2023   |
| Paniers tentés             | 19               | @ Grizzlies de Memphis      | 11 janvier 2023  |
| Paniers à 3 points réussis | 4                | 3 fois                      | 3 fois           |
| Paniers à 3 points tentés  | 7                | 2 fois                      | 2 fois           |
| Lancers francs réussis     | 7                | Trail Blazers de Portland   | 6 avril 2023     |
| Lancers francs tentés      | 8                | 3 fois                      | 3 fois           |
| Rebonds offensifs          | 3                | 20 fois                     | 20 fois          |
| Rebonds défensifs          | 9                | 2 fois                      | 2 fois           |
| Rebonds totaux             | 12               | @ Nuggets de Denver         | 2 avril 2024     |
| Passes décisives           | 13               | Lakers de Los Angeles       | 26 novembre 2022 |
| Interceptions              | 4                | 3 fois                      | 3 fois           |
| Contres                    | 2                | 4 fois                      | 4 fois           |
| Balles perdues             | 6                | @ Timberwolves du Minnesota | 27 février 2024  |
| Minutes jouées             | 49               | 76ers de Philadelphie       | 7 avril 2024     |

- Double-double : 15
- Triple-double : 3

Dernière mise à jour : 17 mars 2025

## Vie privée
Il est le frère de Tyus Jones, drafté en 2015 par les Cavaliers de Cleveland.